# Aliabad-e Szamszirbor
Aliabad-e Szamszirbor (pers. علي ابادشمشيربر) – wieś w Iranie, w ostanie Kerman. W 2006 roku liczyła 330 mieszkańców w 74 rodzinach.